# Kirchenburg Deutsch-Weisskirch
Die Kirchenburg Deutsch-Weisskirch ist eine Kirche der Evangelischen Kirche Augsburger Bekenntnisses in Rumänien in Viscri, Kreis Brașov, in der Region Siebenbürgen in Rumänien. Sie wurde von der deutschen Gemeinde, den Siebenbürger Sachsen, zu einer Zeit erbaut, als das Gebiet dem Königreich Ungarn (1000–1301) angehörte. Ursprünglich römisch-katholisch, wurde die Wehrkirche nach der Reformation lutherisch. Zusammen mit dem umliegenden Dorf gehört die Kirche zum UNESCO-Welterbe.

## Die Kirchenburg

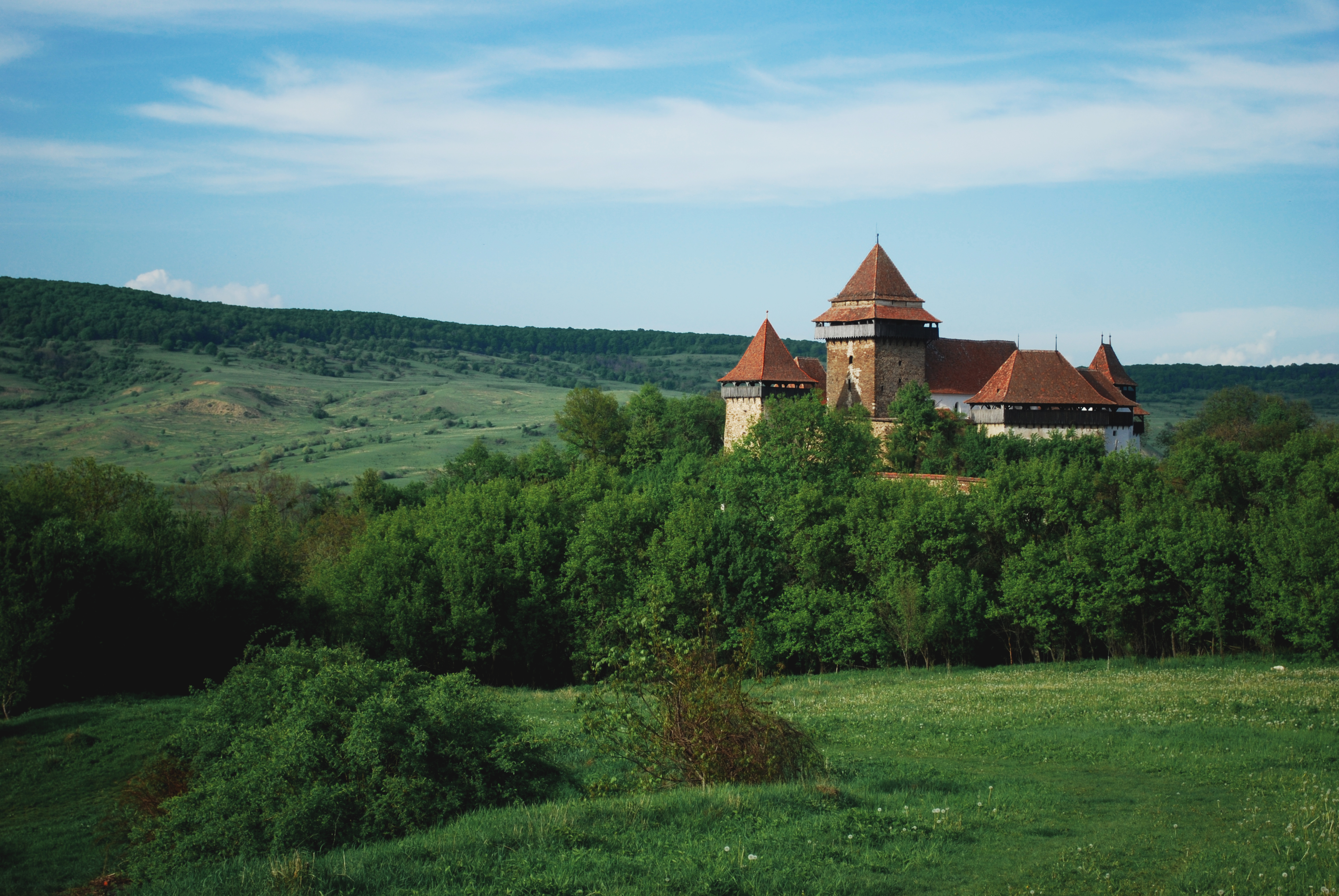
Wehrkirche in Deutsch-Weisskirch

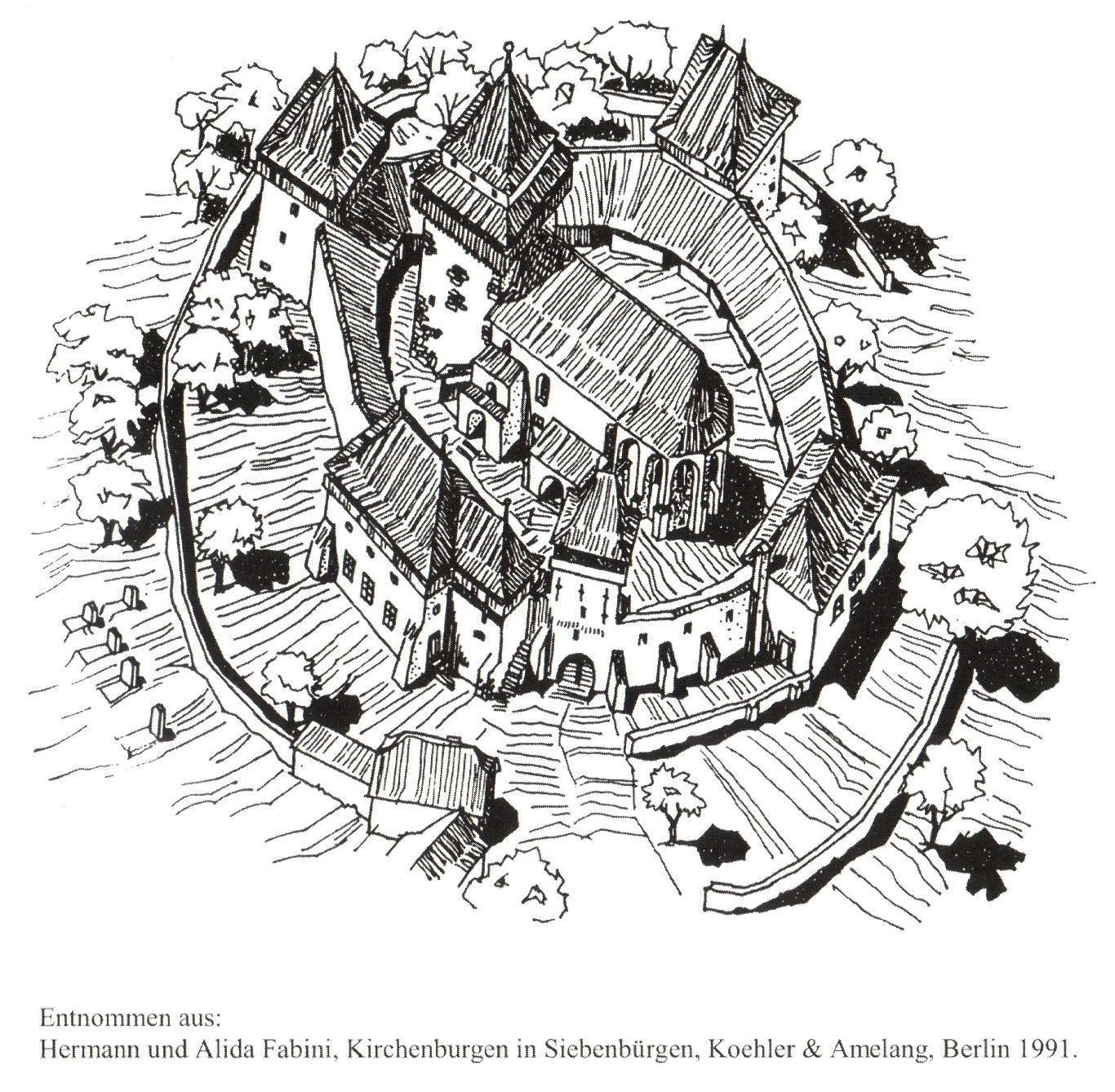
Zeichnung der Wehrkirche

Die einfache Wehrkirche zählt zu den kleinsten Kirchenburgen; auf kleinstem Raum sind alle wesentlichen Elemente dieser Bauten anzutreffen. Die kargen Lebensverhältnisse und die Abgeschiedenheit dieser Gemeinde prägen dieses Bauwerk.
Der Burgvorplatz wurde in der zweiten Hälfte des 17. oder in der ersten Hälfte des 18. Jahrhunderts errichtet und ist heute nur noch in Teilen erhalten. Das ehemalige Haus des Burghüters war ursprünglich in den äußeren Mauergürtel der Burg integriert. Die Kirchenburg von Deutsch-Weisskirch ist ihrer Lage nach eine Hügelburg, ihrer Bauform und Funktion nach eine Wehrkirchenburg. Dabei handelt es sich um eine befestigte Kirche innerhalb einer turmbewehrten Ringmauer.

## Baugeschichte

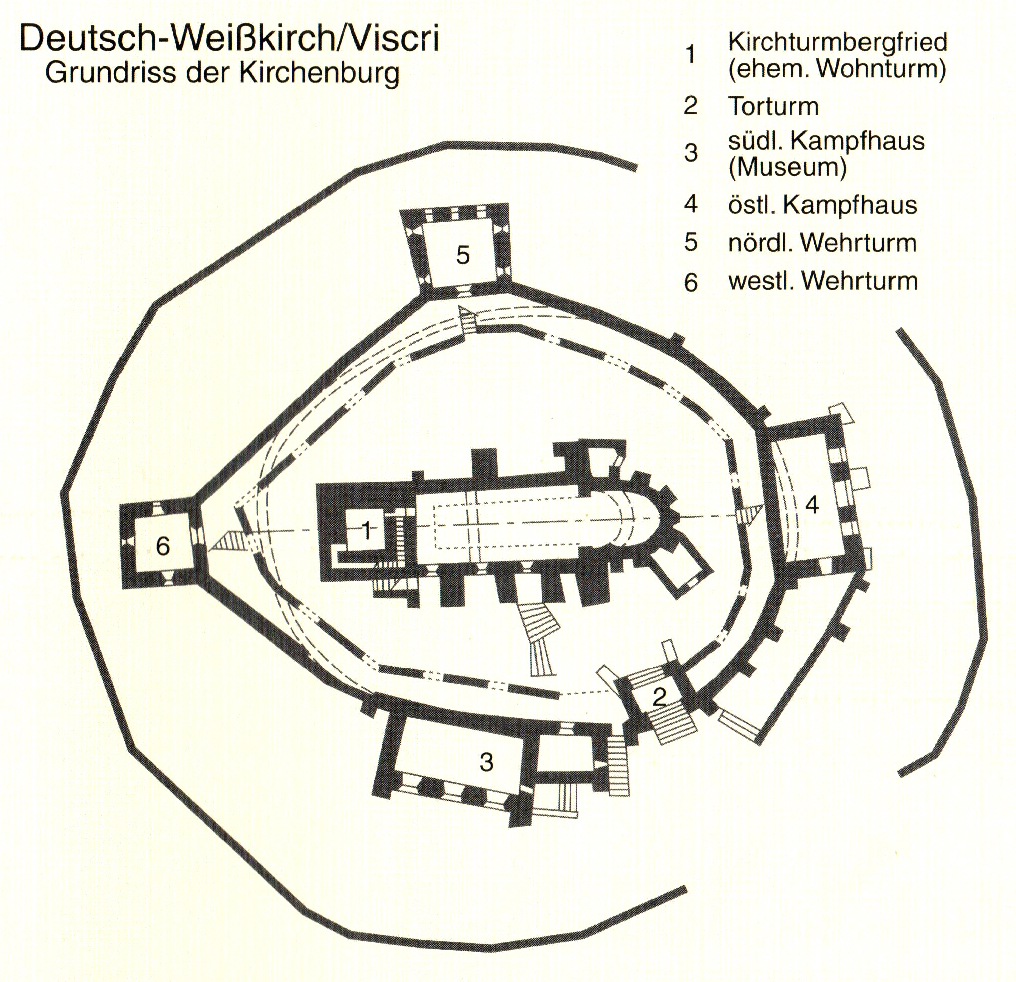
Der Grundriss der Wehrkirche von Deutsch-Weisskirch

Die ehemals dem hl. Apostel Andreas geweihte Kirche geht auf eine kleine turmlose Saalkirche mit östlicher Halbrundapsis zurück. Sie wurde vermutlich zwischen 1100 und 1120 von den Szeklern errichtet und nach deren Umsiedlung von den sächsischen Siedlern bzw. von deren Lokator übernommen.
Das von Letzterem begründete Grafengeschlecht ließ wohl um die Mitte des 13. Jahrhunderts westlich der wehrtechnisch vorteilhaft gelegenen Kapelle einen Wohnturm erbauen. Es ist anzunehmen, dass Turm und Kapelle mit einem Ringwall umgeben wurden, den man alsbald durch eine ovale Ringmauer ersetzte.
Vermutlich Anfang des 14. Jahrhunderts wurde die Apsis trapezförmig erweitert, wiederum halbrund geschlossen und mit Strebepfeilern umgeben. Die Verlängerung der Kirche nach Westen und deren Anschluss an den Wohnturm, einhergehend mit dem Ausbau desselben zu einem Bergfried, dürfte, da noch 1449 ein Weisskircher Graf urkundlich erwähnt ist, nach der Mitte des 15. Jahrhunderts erfolgt sein. Es ist denkbar, dass der Gräf wie in anderen siebenbürgisch-sächsischen Gemeinden in der zweiten Hälfte des 15. Jahrhunderts seine Vorrechte und damit auch die Kirche nebst Wohnturm an die Gemeinde abtrat. Zeitgleich erhielt der Sakralbau ein feuersicheres Tonnengewölbe mit Rippennetz. Diese Wehrbarmachung der Kirche als Rückzugsort für die Dorfgemeinschaft bei Angriffen, eine zeittypische Erscheinung infolge der gehäuften Türkeneinfälle im 15. Jahrhundert, umfasste oftmals – so auch in Deutsch-Weisskirch – den Ausbau des Ostabschlusses zu einem sogenannten Wehrchor. Hierbei wurde ein auf hohen, vor die Außenwand gestellten Arkadenbögen ruhendes Wehrgeschoss aufgesetzt. Der sich zwischen Mauer und Bogen ergebende Spalt diente als Schusswurfscharte der Verteidigung des Mauerfußes.
Des Weiteren wurde eine neue Ringmauer unter teilweisem Einbezug der bestehenden errichtet und im Osten und Süden mit sogenannten Wiek- oder Kampfhäusern ausgestattet. Dies sind in der Grundfläche vergrößerte Ringmauertürme; letztere werden in Siebenbürgen pauschal als „Basteien“ bezeichnet.
Die Wehrbarmachung dürfte in der ersten Hälfte des 16. Jahrhunderts ihren vorläufigen Abschluss gefunden haben, ehe der Bering durch Wehrtürme an der steiler abfallenden und damit weniger gefährdeten Nord- (1630) sowie Westseite (1648/49) nochmals verstärkt wurde. Inschriften zufolge wurden dazu mit Johannes Hartmann aus Leblang/Lovnic sowie David Zanko und Stephan Schuller von Süden aus Galt/Ungra Baumeister aus Dörfern der Umgebung herangezogen. Mit diesen Maßnahmen ging vermutlich die Begradigung der Wehrmauer im Nordwesten und Südwesten einher, die eine bessere artilleristische Bestreichung derselben gewährleistete. Außerdem wurde der auch als Glockenturm dienende Torturm 1650 auf den Fundamenten seines zur ersten Ringmauer gehörigen Vorgängers neu aufgebaut.
Aufgrund starker Baufälligkeit musste die Kirche 1717 einer Generalreparatur unterzogen werden. Breite Strebepfeiler, im Süden als kleine Vorhallen für die beiden Portale ausgebildet, wurden angebaut, um den enormen Gewölbeschub aufzufangen. Das über eine Holztreppe erreichbare zweite Geschoss der westlichen Vorhalle bildet den Zugang zu den Emporen. Man trug die alte Sakristei ab, um den nordöstlichen Strebepfeiler errichten zu können, und ersetzte sie durch einen angrenzenden Neubau. Wegen Rissbildung musste 1743 das Gewölbe über dem Kirchenschiff abgenommen und durch eine Kassettendecke ersetzt werden.
In der Folge kam es, da mit dem Ende des sogenannten Kuruzzen-Aufstands 1711 friedlichere Zeiten angebrochen waren, zur Teilentfestigung der Anlage. Der hölzerne Wehrgang auf der Innenseite des Berings wurde abgetragen. Stattdessen errichtete man den heute noch bestehenden, von einer Steinmauer begrenzten und einem Pultdach gedeckten Gang, der wie die Türme des Berings zur feuersicheren Aufbewahrung von Vorräten wie Korn und Speck genutzt wurde. Auch das Wehrgeschoss über dem Chor wurde entfernt, das dortige Gewölbe allerdings erst 1870 durch eine einfache Stuckdecke ersetzt. In der zweiten Hälfte des 19. Jahrhunderts versah man die Kampfhäuser im Erdgeschoss mit Fenstern und richtete im südlichen einen Kindergarten und im östlichen eine Schule ein.
Restaurierungen an der Kirchenburg wurden u. a. in den 1930er Jahren, 1970/71 und seit 2003 vorgenommen. Archäologische Grabungen führte man 1942 und 1970/71 durch.

## Der Bering
Von außen fällt die Vieltürmigkeit und Höhe der mächtigen Wehranlagen auf, hinter denen die kleine Kirche fast zur Gänze verschwindet. Charakteristisch sind die vorkragenden hölzernen Wehrgänge der mit Walm- und Pyramidendächern gedeckten Türme und Kampfhäuser. Durch Herausnehmen der Bodenbretter der Wehrgänge können Schusswurfscharten geschaffen werden. Die Kampfhäuser, Ringmauertürme sowie die Ringmauer selbst sind mit Maulscharten mit und ohne Schwenkholz, Senkscharten sowie Geradeausscharten zur Verteidigung mit Pulverwaffen ausgestattet. Das südliche Kampfhaus ist mit einem Wehrturm kombiniert, der der zusätzlichen Sicherung des benachbarten Torturms sowie des dazwischen liegenden Mannlochs diente. Mannloch und Burgtor sind mit Eichenholztüren verschlossen, die sich in Holzangeln bewegen und außen mit Eisenbändern benagelt sind.

## Das Innere der Kirche

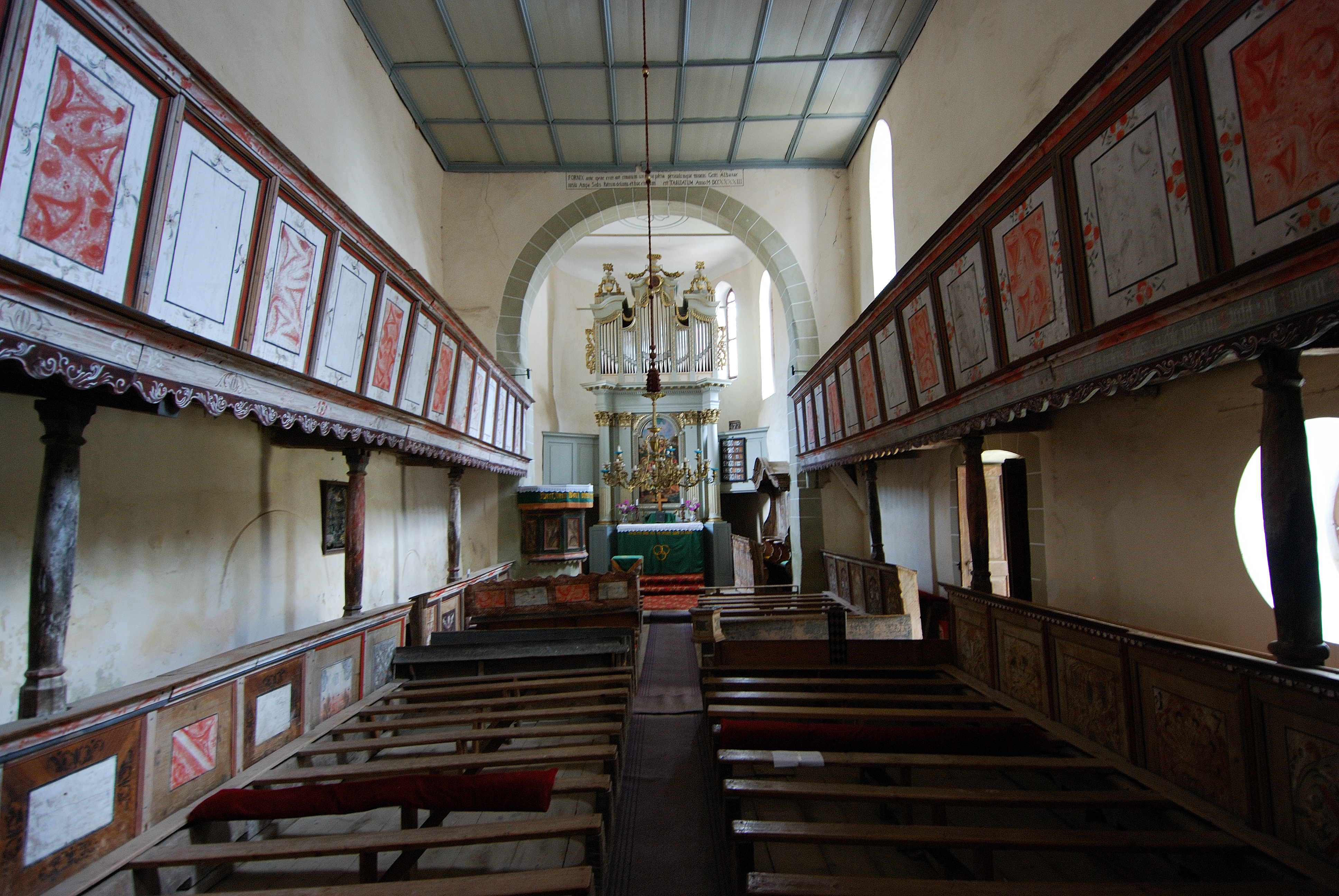
Innenraum

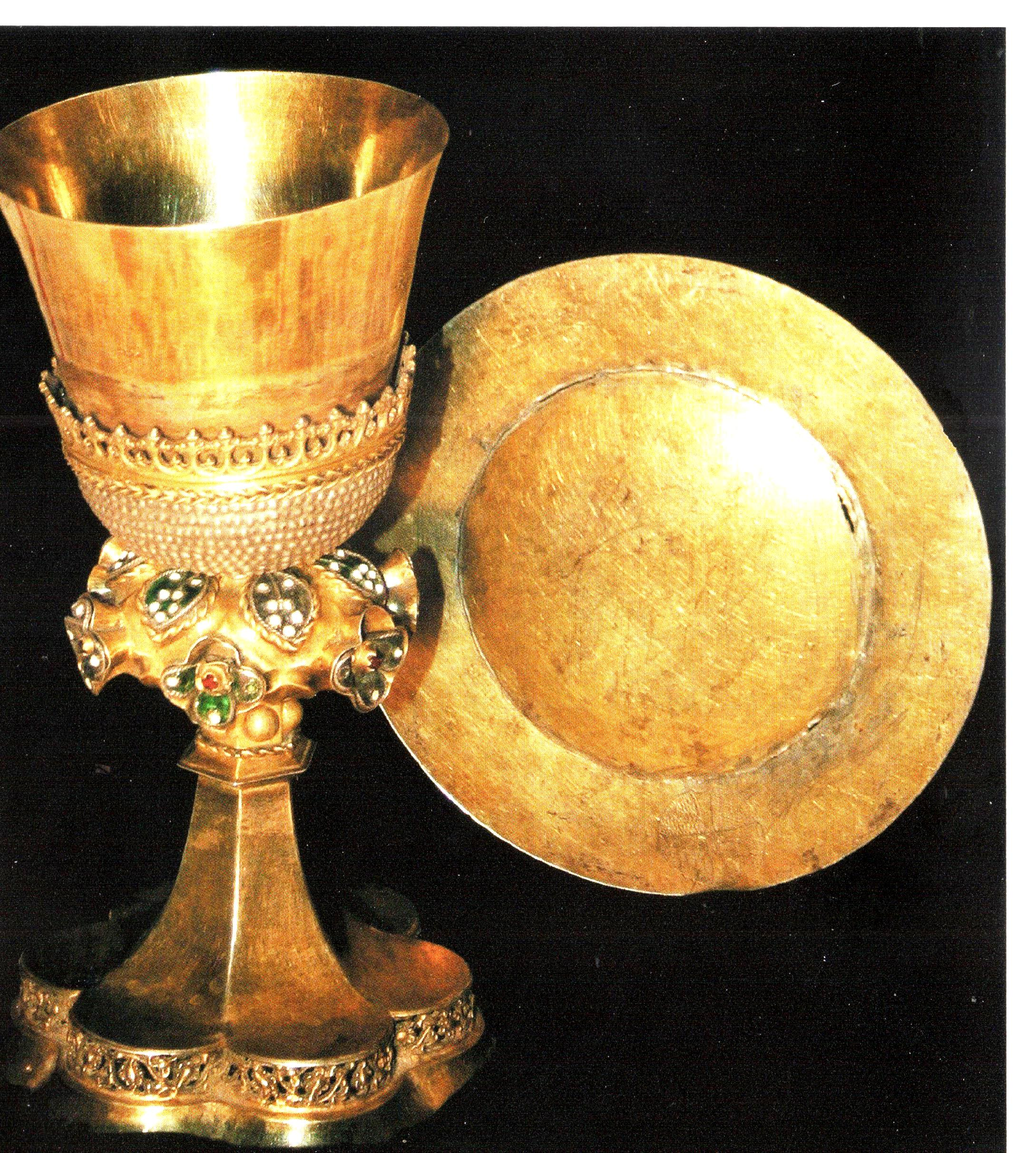
Der Abendmahlskelch

Eine dreiseitig umlaufende, auf Holzsäulen ruhende Empore aus dem 18. Jahrhundert prägt die Raumgestalt. Ihre Brüstungsfelder zeigen barocke Marmormalerei. Auch die übrigen Ausstattungsstücke entstammen ganz überwiegend dem 18. Jahrhundert, wobei florale Motive aus der bäuerlichen Möbelkunst als Zierrat eine bedeutende Rolle spielen. Die streng nach Alter und Geschlecht differenzierte Sitzordnung während des Gottesdienstes spiegelt sich in der Verschiedenartigkeit des Gestühls, wobei die typischen niedrigen Bohlenbänke im Schiff für Frauen und Kinder vorgesehen sind.
Der namhafte Burzenländer Orgelbauer Johann Thois (1769–1830) errichtete 1817 den klassizistischen Altar mit darübergestellter Orgel nebst Empore. Korinthische Säulen und Pilaster rahmen das von Josef Pancratz Ende des 19. Jahrhunderts im Stil der Nazarener gemalte Altarbild „Christus segnet die Kinder“ (Mt 10,13-16 ). Der Orgelprospekt ist mit Vasen und Girlanden reich geschmückt und wurde wie der Altar 1827 gefasst und vergoldet. Die 8-stimmige Orgel, deren Blasebalg sich in einem Anbau befindet, wurde 2007/08 restauriert. Bemerkenswert ist der aus einem romanischen Korbkapitell und einem Schaftstück gefertigte Taufstein. Diese Spolie und zwei weitere Kapitelle sowie Basen- und Schaftteile, die im Bereich der Kirchenburg und im Dorf ausfindig gemacht wurden, könnten von einer säulengetragenen Westempore aus der Mitte des 13. Jahrhunderts stammen. Auch aus gotischer Zeit stammen einige Fragmente, u. a. von Rippen des Netzgewölbes.
Ein einfaches gotisches Spitzbogenportal in der Westwand bildet seit der Verlängerung der Kirche den Zugang zum ehemaligen Wohnturm. Die Entstehung des zweitverwendeten Stücks ist Anfang des 14. Jahrhunderts im zeitlichen Kontext der Erweiterung des Altarraums anzunehmen. Ein ähnliches Portal soll sich anstelle des heutigen östlichen Eingangs befunden haben. Im ehemaligen Wohnturm aus grauem Basalt verbindet eine steinerne Treppe in der Mauer die unteren Geschosse, von denen die beiden ersten gewölbt sind. Der in den Obergeschossen mit hohen Schießnischen für Armbrustschützen ausgestattete Wohnturm wurde beim Umbau zum Kirchturmbergfried aufgestockt, mit einem Wehrgang ausgestattet und diente vorübergehend auch als Uhrturm.
Zum liturgischen Gerät der Gemeinde gehört ein spätgotischer, um 1500 aus vergoldetem Silber gefertigter Abendmahlskelch mit Sechspass-Pyramidenstumpffuß und geperltem Schalenkorb. Er ist mit Drahtemail geschmückt, einer kunsthandwerklichen Technik, die in Siebenbürgen besondere Verbreitung fand. Eine Verwandtschaft besteht zu Goldschmiedearbeiten aus Bistritz/Bistrița. In der Umgebung weisen die Kelche in Scharosch bei Fogarasch/Șoarș und Seligstadt/Seliștat große Ähnlichkeiten auf.

## Museum der dörflichen Alltagskultur

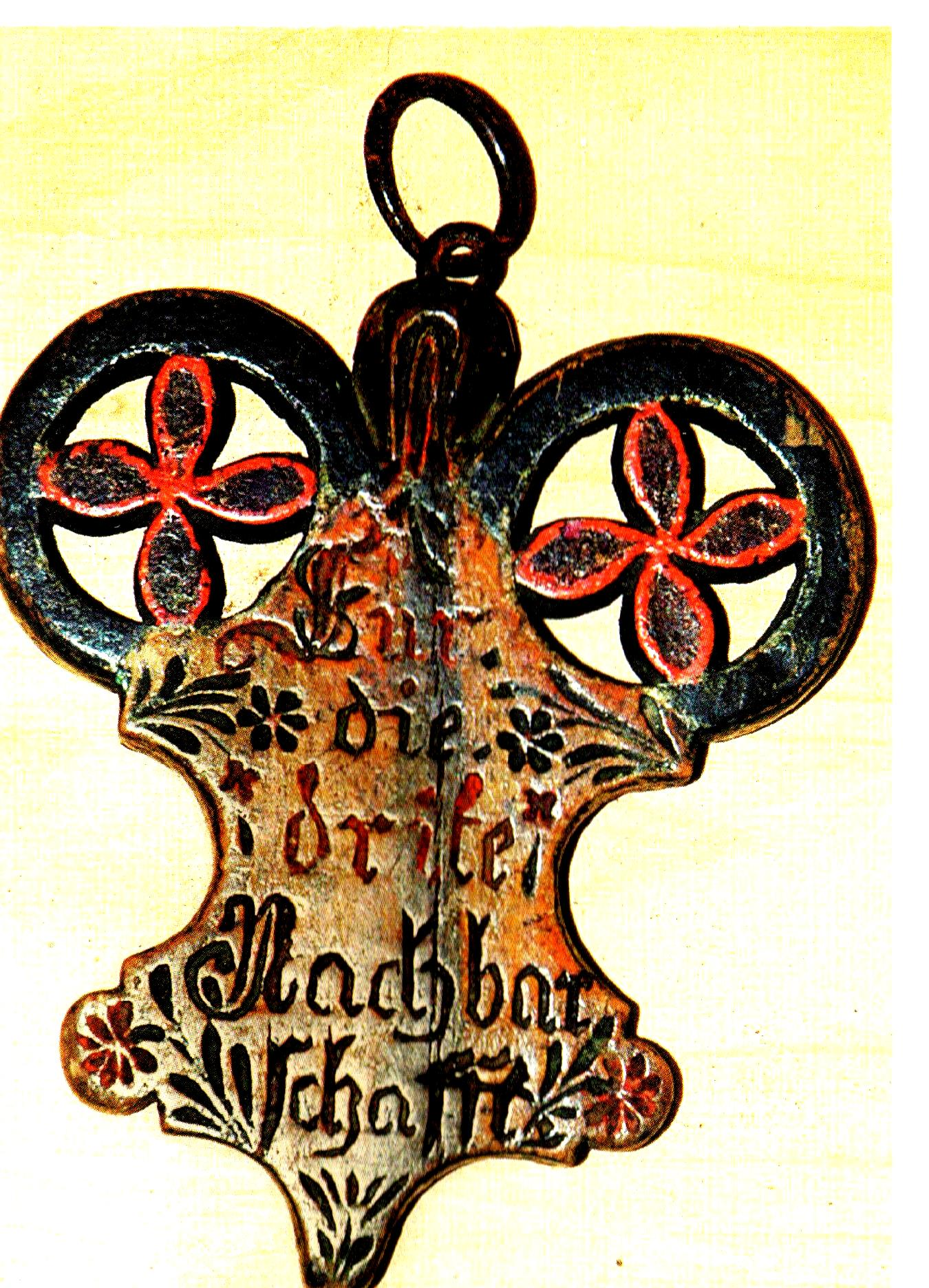
Ein Nachbarschaftszeichen

Ein im südlichen Kampfhaus und in Teilen des Speichergangs 2006 eingerichtetes Museum vermittelt mit zahlreichen historischen Exponaten, darunter Möbel, Textilien, Keramik, landwirtschaftliches und hauswirtschaftliches Gerät sowie liturgische Bücher, ein umfangreiches Bild des sächsischen Lebens in Deutsch-Weisskirch. Die sächsische Festtracht des Dorfes hat insbesondere in der Kopftracht der Frau, der Schleierung, ihre Formen offenbar über Jahrhunderte bewahrt – es sind deutliche Parallelen zum flämischen Frauenkopfschmuck des 15. Jahrhunderts zu erkennen.
Die Nachbarschaftsladen, bunt bemalte Truhen, enthalten u. a. die aus Holz geschnitzten Nachbarschaftszeichen. Diese wurden mit Nachrichten über gesellschaftliche Ereignisse im Dorf von Hof zu Hof weitergereicht. Sie gehörten den nach Straßenzügen aufgebauten Nachbarschaften, die als Körperschaften der Nachbarn innerhalb sächsischer Dörfer der Organisation gegenseitiger Hilfeleistung – etwa beim Hausbau – und der Wahrung sittlicher und kirchlicher Tradition dienten.

## Geschichte
Die Gemeinde erhielt 1494 eine Unterstützung von 8 Gulden für den Kirchenbau. Der dreigeschossige Nordturm mit Wehrgang und Fachwerkbrüstung wurde 1630 durch den Baumeister Johann Hartmann aus Leblang erbaut. Der viergeschossige Westturm mit Wehrgang, Fachwerkbrüstung und Pyramidendach wurde 1638 von den Baumeistern David Zako und Stephan Schulerus erbaut.
1650 wurde eine Jahreszahl auf dem Torturm (Portenturm) angebracht.
Im gesamten Gebiet der evangelischen Kirche Siebenbürgens wurden 1715 Geldspenden zur Konsolidierung der Kirche gesammelt, die gefährliche Bauschäden aufwies. 1717 erfolgte die Reparatur und Instandsetzung der Kirche.
Die spätgotischen Gewölbe wurden 1743 entfernt und der Wehrgang über dem Chor abgetragen. Gleichzeitig wurden auch die Wehrgänge der Ringmauer zerstört und an ihrer statt ein gedeckter Gang für die Kornkästen erbaut.
1970/71 wurden archäologische Grabungen in der Kirche vorgenommen. Es erfolgte eine Restaurierung der Kirchenburg. 1999 war die Aufnahme in die Liste des UNESCO-Weltkulturerbes.